# Jonathan Ames
Pour les articles homonymes, voir Ames (homonymie).
Œuvres principales
Wake up, Sir ! (2004)
Alcoolique (roman graphique) (2008)
Bored to Death (2009)
Jonathan Ames, né le 23 mars 1964 à New York, est un écrivain américain, auteur de plusieurs romans et mémoires humoristiques. Il acquiert une certaine notoriété avec ses histoires qu’il écrit deux fois par mois pour le New York Press (de 1997 à 2000), sous le titre “City Slicker”. Dans ces colonnes, il raconte ses mésaventures sexuelles avec un grand sens de l’auto-dérision. Il s’intéresse depuis longtemps au monde de la boxe et est même occasionnellement monté sur le ring sous le surnom de « Hareng prodige » ("The Herring Wonder"). En 2009, il crée la série télévisée Bored to Death pour HBO, et en 2015, il lance la série Blunt Talk, produite par Seth MacFarlane et avec Patrick Stewart pour la chaine Starz.

## Écrits
Parmi les romans de Ames, on trouve Je vais comme la nuit (1989), L'homme de compagnie (1998), Réveillez-vous, monsieur ! en 2004, décrit comme « hilarant » par le New York Times. En septembre 2008, il publie Alcoolique, son tout premier roman graphique dont un extrait fut inclus dans l’anthologie des Meilleures Bandes dessinées américaines 2010 (Neil Gaiman). En 2009, il sort un recueil d’essais et de fictions intitulé Une Double vie, c'est deux fois mieux. Et en 2013, un autre roman, Tu n'as jamais vraiment été là.
Lorsqu’il travaillait pour le New York Press, ses chroniques parlaient souvent des souvenirs et des névroses de son enfance ou d’expériences singulières qu’il avait vécues, dans un style très cru rappelant celui de Bukowski. Ces chroniques ont fait l’objet de quatre recueils : What’s Not To Love?: The Adventures of a Mildly Perverted Young Writer (2000), My Less Than Secret Life (2002), I Love You More Than You Know (2006), et Une Double vie, c'est deux fois mieux (2009). Jonathan Ames est également à l’origine de la création du concours du bâtiment le plus phallique, après avoir écrit un article pour le magazine Slate dans lequel il affirmait que le bâtiment de la banque Williamsburg à Brooklyn était le plus phallique qu’il ait jamais vu.
La particularité de Jonathan Ames est de souvent se mettre en scène dans ses récits, de manière plus ou moins fictionnelle, si bien que ses personnages sont également ses doubles fictifs. Il s’en explique avec humour en déclarant : « Je suis un narcissique affublé d’un trouble dissociatif de l’identité, c’est pourquoi j’en arrive toujours à ces personnages inspirés de moi-même ».
Mais ce dédoublement n’est pas la seule grille d’interprétation que l’on peut utiliser pour comprendre le travail de Ames. Dans The Alcoholic par exemple, le protagoniste s’appelle Jonathan A. L’auteur explique lors d’une lecture publique que, bien sûr, il s’agit de son propre nom raccourci, mais que cette abréviation implique également que le personnage peut s’appeler « Jonathan Anonyme, Jonathan Alone… ».

## Autres médias

### Roman graphique
En 2008, Jonathan Ames collabore avec Dean Haspiel pour donner naissance à un roman graphique intitulé Alcoolique (The Alcoholic).
« Quand Jonathan A. se retrouve à l’arrière d’une voiture avec une vieille naine qui en a après son caleçon, il prend conscience qu’il a peut-être un problème avec l’alcool. Sa première cuite l’avait pourtant initié à l’éphémère magie de la bière : une potion magique qui rend plus beau, plus cool… mais qui le laisse sur le carreau. Un avertissement qui ne l’a pas empêché de mener une double vie : premier de la classe la semaine, dernier des alcoolos le week-end. Sa vie sexuelle est tout aussi erratique, mettant à mal une amitié qu’il croyait indestructible. Puis surviennent les drames, et c’est désormais l’oubli que Jonathan cherche dans les ivresses : celle de l’alcool, bien sûr, mais aussi celles de l’amour et du manque. Alcoolique est le récit triste et tendre d’un écrivain à la recherche de lui-même. »

#### Réception de l'ouvrage
« Jonathan Ames signe ici un roman graphique à vous retourner les tripes, drôle et superbement illustré. Son humanité, sa compassion brute et son absolue innocence sont, comme d’habitude, captivantes. Avec un humour impitoyable et terrible, il est, à sa façon, l’un de ces rares auteurs qui arrivent à faire penser au lecteur : “Non, je ne suis pas seul. »

— Bret Easton Ellis

« À la fois émotionnellement dévastateur et drôle à mourir, il n’y a pas grand-chose qui pourra détrôner Alcoolique comme l’un de mes romans graphiques originaux favoris ces dernières années. Dean Haspiel révèle indubitablement ce qu’il y a de mieux (et de pire, pour notre plus grand plaisir) chez Jonathan Ames. »

— Brian K. Vaughan
— Jeremy Stahl

### Télévision
Ames rencontre le succès en tant que conteur à New York en 1999, grâce à son one-man show « Oedipussy », et continue régulièrement à faire des représentations avec l’association à but non lucratif The Moth, spécialisée dans l’art de raconter les histoires. Il a également été invité à plusieurs reprises  à la célèbre émission The Late Show with David Letterman et a joué le premier rôle du film indépendant The Girl Under the Waves en 2001, un long-métrage expérimental consacré à l’improvisation.
En 2004, la chaîne Showtime demande à Ames de créer un épisode pilote pour une série basée sur ses écrits et intitulée What’s Not to Love? Ames y interprète son propre rôle. Le projet n’aboutit jamais à une série complète mais fut diffusé comme un standalone durant l’hiver 2007-2008. Ames fait aussi une apparition dans Mister Showman, réalisé par Sean Mcginly et avec John Malkovich, diffusé en avant-première au festival du film de Sundance en 2008.
La série télévisée Bored to Death, créée par Ames pour HBO, met en scène Jason Schwartzman interprétant le rôle d’un romancier en galère nommé Jonathan Ames, vivant à Brooklyn et travaillant au noir comme détective. La série commence à être diffusée le 20 septembre 2009. Ames est dans la distribution en tant qu’acteur à partir de la saison 2 et joue le rôle d’Irwin, pour lequel il tournera une scène de nu intégral. La série est annulée par HBO le 20 décembre 2011 après la diffusion de la troisième saison.
En 2010 sort l’adaptation cinématographique de son roman L'Homme de compagnie, sous son titre original « The Extra Man », avec pour acteurs Kevin Kline, John C. Reilly, Katie Holmes et Paul Dano.
Ames fait aussi une apparition dans la saison 8 de la série télévisée Larry et son nombril (HBO) où il joue le rôle du directeur commercial de Larry dans l’épisode « Un périscope de voiture ».
En 2013, Ames intervient en tant que producteur exécutif pour la comédie d’horreur de la compagnie ASS Studios intitulé Satan, Hold My Hand, écrit par le « Révérend » Jen Miller et réalisé par Courtney Fathom Sell. Le coût de ce projet a été estimé à 27 dollars.

## Études
Ames sort diplômé de l’Université de Princeton en 1987 puis obtient un Master de Beaux-Arts, spécialisé en fiction à l’Université Columbia. Il a enseigné de façon irrégulière à Columbia, à The New School et au programme d’écriture créative de l’Université de l’Iowa.

## Vie privée
Entre 2007 et 2010, Ames vit en couple avec l'auteur-compositeur-interprète Fiona Apple. En 2012, elle publie la chanson Jonathan sur l'album The Idler Wheel qui relate une journée qu'ils ont passé ensemble à Coney Island au début de leur relation.

## Romans
- 1989 : Je vais comme la nuit (I Pass Like Night), Ramsay, 1990, traduction de François Fargue.
- 1998 : L'Homme de compagnie (The Extra Man), Christian Bourgois, coll. Fictives, 2001, traduction de Brice Matthieussent.
- 2004 : Réveillez-vous, Monsieur ! (Wake Up Sir!), Éditions Joëlle Losfeld, 2006, traduction de Jean-Paul Gratias.
- 2013 : Tu n'as jamais vraiment été là (You Were Never Really Here), Éditions Joëlle Losfeld, 2013 / Folio, 2015.

### SérieHappy Doll
- 2021 A Man Named Doll
  - Il s’appelait Doll, Éditions Joëlle Losfeld, 2024
- 2022 The Wheel of Doll
- 2025 Karma Doll

## Essais
- 2009 : Une double vie, c'est deux fois mieux (The Double Life Is Twice As Good: Essays and Fiction), Éditions Joëlle Losfeld, 2012 -  (ISBN 978-2-072-44813-3) - trad. de Jean-Paul Gratias

## Roman graphique
- 2008 : Alcoolique (The Alcoholic), avec Dean Haspiel, éditions Monsieur Toussaint Louverture, 2015, traduction de Fanny Soubiran[7].

## Films et séries télévisées
- 2009-2011 : Bored to Death, écrite et produite pour HBO
- 2010 : The Extra Man de Shari Springer Berman et Robert Pulcini
- 2015 : Blunt Talk, écrite et produite pour Starz
- 2017 : You Were Never Really Here de Lynne Ramsay, adapté de son roman éponyme